# Taft (Gewebe)

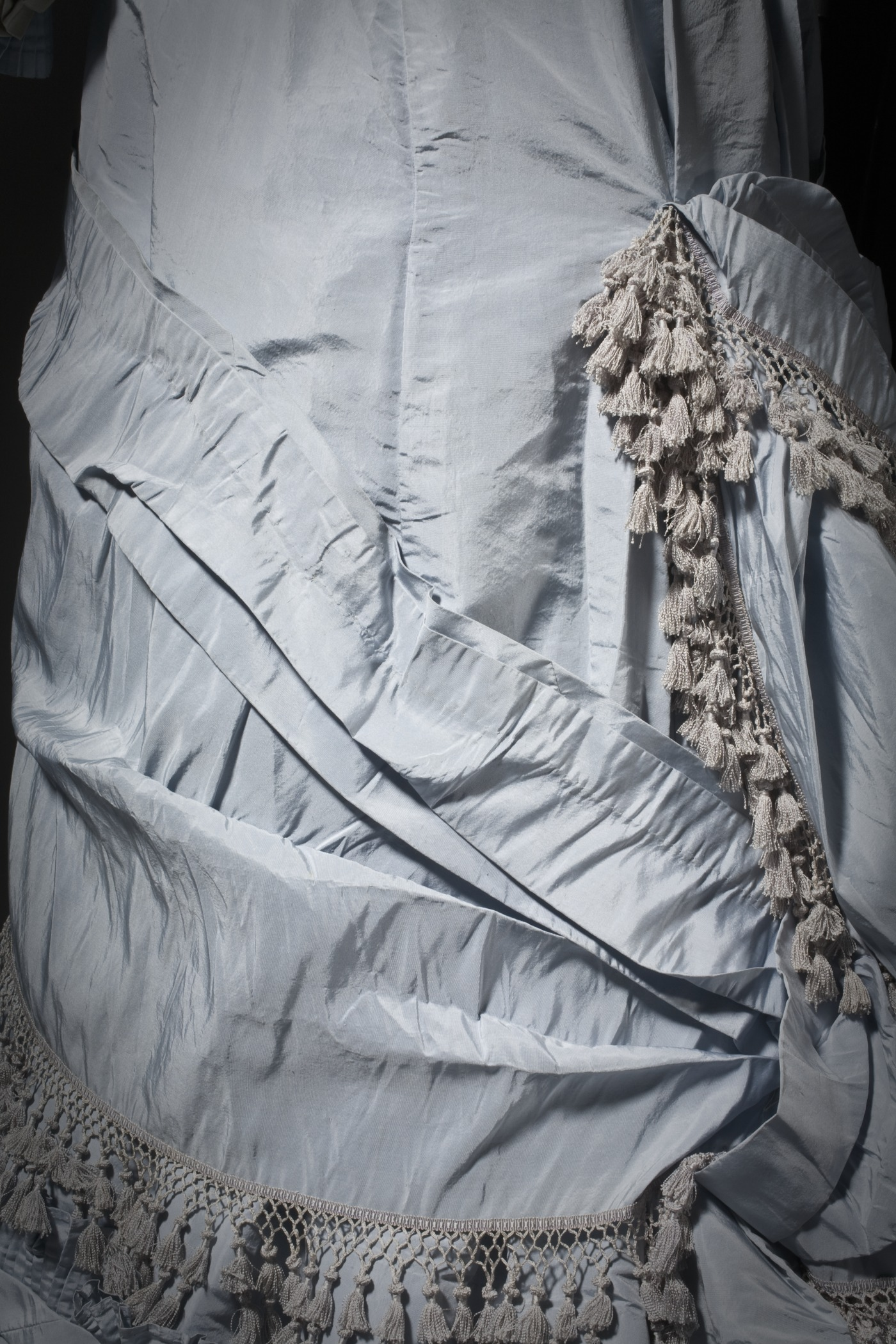
Taftkleid (um 1880)

Taft oder Taffet (aus persisch tafteh, gewebt) ist ein leinwandbindiges (taftbindiges) Gewebe aus (Natur-)Seide („Seidentaft“) oder Chemiefäden, jeweils mit dichter Ketteinstellung, wodurch sich feine Querrippen bilden.
Bei Seidentaft besteht die Kette aus Organzin, der Schuss aus Trame.
Aus der Vielzahl der Tafte seien folgende genannt:
- Taftbroché, mit stickereiähnlichen Figuren
- Taftchangeant, Kette und Schuss verschiedenartig schimmernd
- Taftchiffon, leichte Qualität
- Taftchiné, mit bedruckter Kette
- Taftécossais, großkariert („schottisch“)
- Taftfaconné, jacquardgemustert
- Taftfaille, feingerippt
- Taftglacé, mit Glanzausrüstung
- Taftimprimé, bedruckt
- Taftmoiré, mit Moiré-Effekt
- Taftquadrillé, kleinkariert
- Taftrayé, längsgestreift
- Tafttoilé, mit Voileschuss
- Tafttravers, quergestreift
- Wachstaft.